# Endofsky
Endofsky (auch Gedofsky oder Gedowsky) war ein Bildhauer des Rokoko, der in der zweiten Hälfte des 18. Jahrhunderts in Ostpreußen tätig war.

## Beschreibung
Seit 1754 ist er in Königsberg belegt. Urkundlich belegt ist das 1764 geschaffene Orgelgehäuse in Insterburg. Herbert Meinhard Mühlpfordt schreibt ihm noch die Orgelgehäuse der Altstädtischen Kirche in Königsberg (1763) sowie das Orgelgehäuse der Löbenichtschen Kirche in Königsberg zu. Anton Ulbrich meint, dass auch die Kanzeln in der Königsberger Tragheimer und Steindammer Kirche, sowie die Kanzel und das Orgelgehäuse in der Königsberger Haberberger Kirche (1756) von Endofsky sein könnten. Zudem schreibt Ulbrich die Ausschmückung des Schloss Friedrichstein bei Löwenhagen dem Bildschnitzer Endofsky zu.